# 여자 소프트볼 월드컵
여자 소프트볼 월드컵은 세계 야구 소프트볼 연맹 (WBSC)이 주관하는 여자 소프트볼 국가 대항전 대회로 이전까지 4년마다 개최 되었고 현재는 2년마다 개최된다 . 원래 ISF 여자 세계 선수권 대회로 알려진 토너먼트로 국제 소프트볼 연맹 (ISF)이 2013년 국제 야구 연맹과 합병하기 전까지 주관 하였다. 현재 지역 예선을 통과한 16개국이 본선 대회에 참여한다.

## 대회 결과
| 연도 | 개최지                |                | 우승           | 준우승         | 3위 |
| ---- | --------------------- | -------------- | -------------- | -------------- | --- |
| 1965 | 오스트레일리아 멜버른 | 오스트레일리아 | 미국           | 일본           |     |
| 1970 | 일본 오사카           | 일본           | 미국           | 필리핀         |     |
| 1974 | 미국 스트랫퍼드       | 미국           | 일본           | 오스트레일리아 |     |
| 1978 | 엘살바도르 산살바도르 | 미국           | 캐나다         | 뉴질랜드       |     |
| 1982 | 대만 타이베이         | 뉴질랜드       | 중화 타이베이  | 오스트레일리아 |     |
| 1986 | 뉴질랜드 오클랜드     | 미국           | 중국           | 뉴질랜드       |     |
| 1990 | 미국 노멀             | 미국           | 뉴질랜드       | 중국           |     |
| 1994 | 캐나다 세인트존스     | 미국           | 중국           | 오스트레일리아 |     |
| 1998 | 일본 후지노미야       | 미국           | 오스트레일리아 | 일본           |     |
| 2002 | 캐나다 새스커툰       | 미국           | 일본           | 중화 타이베이  |     |
| 2006 | 칠레 베이징           | 미국           | 일본           | 오스트레일리아 |     |
| 2010 | 베네수엘라 카라카스   | 미국           | 일본           | 캐나다         |     |
| 2012 | 캐나다 화이트호스     | 일본           | 미국           | 오스트레일리아 |     |
| 2014 | 네덜란드 하를럼       | 일본           | 미국           | 오스트레일리아 |     |
| 2016 | 캐나다 서리           | 미국           | 일본           | 캐나다         |     |
| 2018 | 일본 지바             | 미국           | 일본           | 캐나다         |     |
| 2022 | 미국 버밍햄           | 미국           | 일본           | 중화 타이베이  |     |
| 2024 | 이탈리아 우디네       | 일본           | 미국           | 캐나다         |     |

## 메달 집계
| 순위 | 국가           | 금메달 | 은메달 | 동메달 | 합계 |
| ---- | -------------- | ------ | ------ | ------ | ---- |
| 1    | 미국           | 12     | 4      | 0      | 16   |
| 2    | 일본           | 3      | 7      | 2      | 12   |
| 3    | 오스트레일리아 | 1      | 1      | 6      | 8    |
| 4    | 뉴질랜드       | 1      | 1      | 2      | 4    |
| 5    | 중국           | 0      | 2      | 1      | 3    |
| 6    | 캐나다         | 0      | 1      | 3      | 4    |
| 7    | 중화 타이베이  | 0      | 1      | 2      | 3    |
| 8    | 필리핀         | 0      | 0      | 1      | 1    |

## 같이 보기
- 올림픽 소프트볼